# Caecum dalli
Caecum dalli är en snäckart som beskrevs av Bartsch 1920. Caecum dalli ingår i släktet Caecum och familjen Caecidae. Inga underarter finns listade i Catalogue of Life.